# Великий бінокулярний телескоп

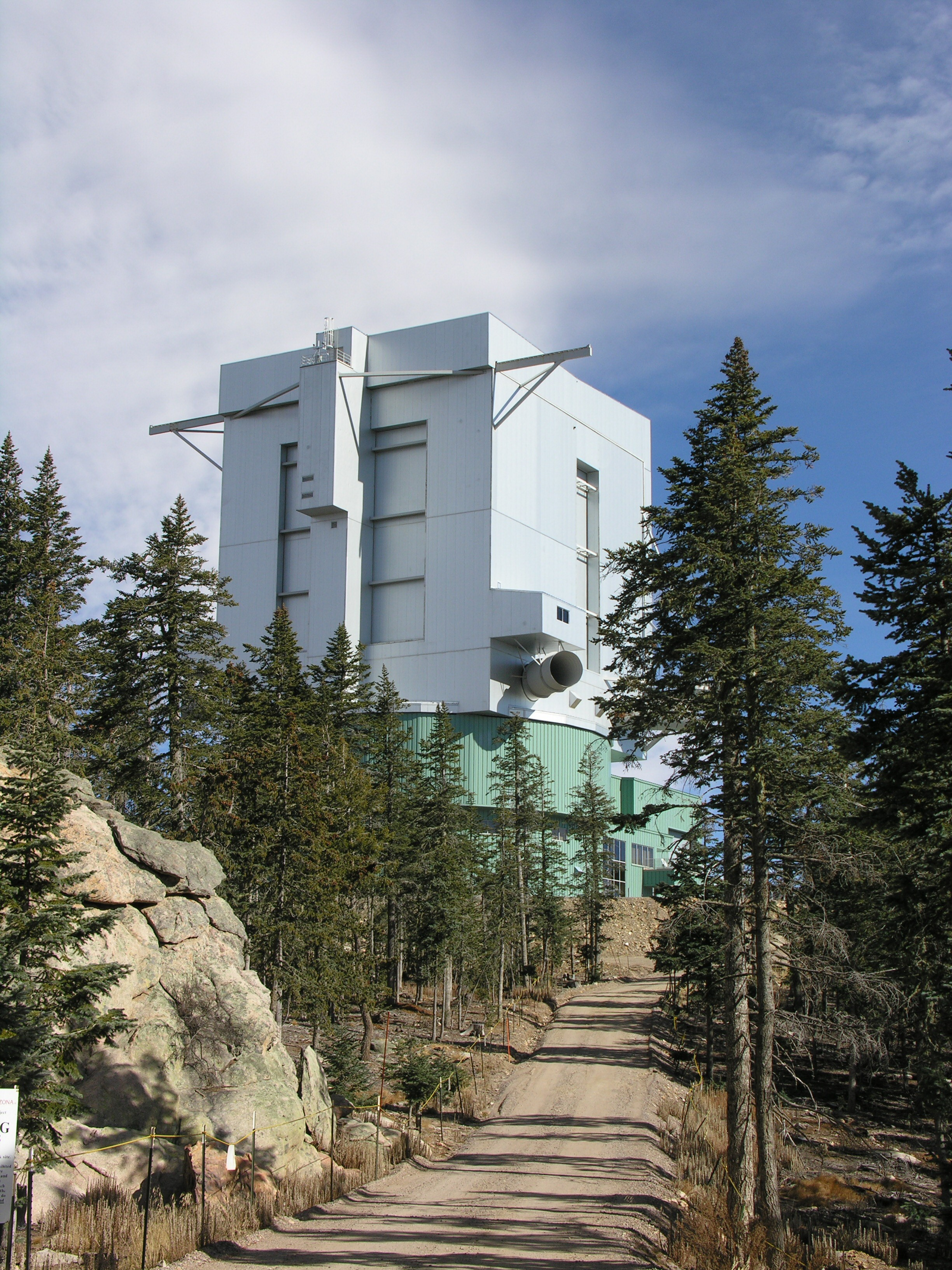

Великий бінокулярний телескоп (англ. The Large Binocular Telescope (LBT)) — це високотехнологічне обладнання для сучасних астрономічних досліджень. Він представляє собою телескоп з двома велетенськими дзеркалами діаметром 8,4 метри. LBT розміщений на висоті 3190 метрів над рівнем моря на горі Грем в Аризоні. Змонтовані дзеркала на одній поверхні і одночасно наводяться на різні космічні об'єкти. За схожість з біноклем і дала назву телескопу.
Великий бінокулярний телескоп — спільний проект: штат Аризона, Університет Аризони, Університет штату Аризона, Northern Arizona University, Італія, Istituto Nazionale di Astrofisica, Osservatorio Astrofisico di Arcetri, Osservatorio Astronomico di Bologna, Osservatorio Astronomico di Roma, Osservatorio Astronomico di Padova, Osservatorio Astronomico di Brera, Німеччина, Інститут астрономії імені Макса Планка, Гайдельберг, Обсерваторія Гейдельберг-Кенігштуль, Leibniz-Institut für Astrophysik Potsdam, Інститут позаземної фізики Товариства Макса Планка, Інститут радіоастрономії імені Макса Планка, Research Corporation, Університет Нотр-Дам, Університет Міннесоти, Університет Вірджинії, Університет штату Огайо.
Телескоп був побудований в жовтні 2004 року та побачив перше світло з єдиним на той час дзеркалом 12 жовтня 2005 року, яке дало змогу побачити NGC 891. Друге основне дзеркало було встановлене в січні 2006 року та стало до ладу в січні 2008 року.
Перші одержані зображення поєднали ультрафіолетовий та зелений колір та підкреслили масивні ділянки недавно сформованих гарячих зір. Друге зображення поєднало два темно-червоних кольори, щоб висунути на передній план більш гладкий розподіл старіших, холодніших зір. Третє зображення поєднало ультрафіолетове, зелене, глибоке червоне світло та показало структуру гарячих, прохолодних зірок у галактиці.
Інженер-механік Шон Келлаган займався складанням та налагодженням телескопу.

## Конструкція LBT
Головні дзеркалаЗа допомогою головних дзеркал світло направляють на вторинні дзеркала. Діаметр головних джерел становить 8,4 метра, а вага — 18 тон. Ці величезні дзеркала виготовлено з суцільного шматка скла. При відливанні таких великих дзеркал застосовують чашу з розплавом силікату брому, яку обертають повільно та плавно навкруги вертикальної осі. Поверхня рідкого скла має параболічну форму завдяки відцентровим силам. Для того, щоб скло затверділо обертати доводиться безперервно. Точну форму підтримують за допомогою актуаторів, які використовують для підтримання ваги дзеркала.
Вторинні дзеркалаЩоб компенсувати викривлення, які виникають через турбулентність в атмосфері, використовують систему адаптивної оптики. Вторинні дзеркала мають розмір менше метра, товщина скла Zerodur складає 1,6 мм. Такі стекла мають низький коефіцієнт температурного розширення. Завдяки комп'ютеру вдається відстежувати викривлення зображення опорної зорі, а також обчислити необхідні поправки. Вторинне дзеркало нахиляється та згинається за допомогою 672 електромагнітних актуаторів і це дає можливість компенсувати викривлення. Реагуючи на атмосферні флуктуації система змінює форму то положення дзеркала 1000 разів на секунду.
Діагональні дзеркалаСвітло від вторинних дзеркал до центру телескопа направляють з допомогою діагональних дзеркал. Два світлові промені, які надходять з двох роздільних систем, поєднують в одному з інструментів. Але можна також використовувати зображення тільки однієї з двох оптичних систем. При цьому використовують камеру, що розміщується в головному фокусі, дія відбувається з допомогою шести лінз та величезної фронтальної площини. Така конструкція дозволяє без втрат чіткості одержувати більше поле зору.
Система динамічного балансуванняВ'язкий розчин етиленгліколю перекачується у телескоп по шести вбудованим ємкостям. Це дає змогу врівноважити рухому частину механізму, приводні електродвигуни допомагають повертати її в різних напрямках. Вони безперервно рухаються, щоб зафіксувати напрям на яку-небудь точку небесної сфери. Така дія компенсує процес обертання Землі.
ІнтерферометрДля розгляду слабких за світінням об'єктів доводиться долати надлишкове світло, яке випромінюють дуже яскраві зірки. Це вдається зробити завдяки зсуву по фазі чи накладанню в протифазі. Так світлову хвилю від одного дзеркала накладають на світлову хвилю іншого.
Інтерферометрична камераПоєднавши в одне зображення обидва світлові промені від обох оптичних каналів LBT просумувати без зсуву по фазі на виході зображення виявиться яскравим, неначе воно сформовано з допомогою 22-метрового телескопу.

## Можливості
Великий бінокулярний телескоп закінчив свої перші інтерферометричні дослідження пилових скупчень навколо зір у зонах, придатних для життя. Цей пил — природний побічний продукт, що залишається після процесу формування планети, але дуже велика його кількість може приховати екзопланету від нашого зору. Передбачається, що вивчення цього пилу з телескопами, подібними LBT, допоможе знаходити планети, подібні до Землі.
Новий інструмент, пристосований для інтерферометричних досліджень, базується в Міжнародній обсерваторії недалеко від вершини гори Грем. Під час досліджень він буде отримувати чіткі та докладні інфрачервоні зображення пилу, що перебуває в «зеленій» зоні навколо зір. Наша Земля перебуває саме в такій зоні Сонця, тому вода на нашій планеті наявна в рідкому вигляді. Вчені планують знайти та вивчити такі планети, розкласти їх випромінювання в спектр. Такі спектри несуть інформацію про хімічні елементи та про те, чи може планета підтримувати існування життя. Однак, пил що накопичується в результаті зіткнення астероїдів та випаровування комет, може повністю закрити і без того слабке світло цих об'єктів.
У попереднього проекту НАСА, інтерферометра Кека, була подібна задача, пов'язана з пошуком пилових скупчень. LBT робить ще один крок вперед, точно визначає кількість пилу навкруг зірок. Великий бінокулярний телескоп в 10 разів чутливіший ніж Обсерваторія Кека та спеціально розроблений для того, щоб точно вивчити внутрішню область зірки.